# Fokker D.IX
Fokker D.IX (PW-6) – holenderski dwupłatowy samolot myśliwski zaprojektowany i zbudowany w wytwórni Fokker w Amsterdamie w okresie międzywojennym. Jedyny prototyp został zakupiony przez United States Army Air Service i testowany w USA pod oznaczeniem Fokker PW-6.

## Historia
W 1921 roku w zakładach Fokkera zbudowano prototyp samolotu myśliwskiego będący ulepszoną wersją budowanego podczas I wojny światowej myśliwca D.VII. Oblatana w 1921 roku maszyna różniła się od pierwowzoru napędem, który stanowił silnik widlasty Hispano-Suiza 8Fb o mocy 224 kW (300 KM), a także obrysem usterzenia. Innowacją było też umieszczenie zbiornika paliwa w kształcie skrzydła pomiędzy kołami podwozia.
Zbudowany w jednym egzemplarzu samolot został w 1922 roku zakupiony przez United States Army Air Service i po przewiezieniu do USA poddany testom, podczas których m.in. usunięto zamontowany między kołami zbiornik paliwa. Testy maszyny, oznaczonej w USAAS jako Fokker PW-6 wykazały, że mimo mocniejszego silnika konstrukcja nie jest na tyle lepsza od Fokkera D.VII, by podjąć jej produkcję seryjną.

## Opis konstrukcji i dane techniczne

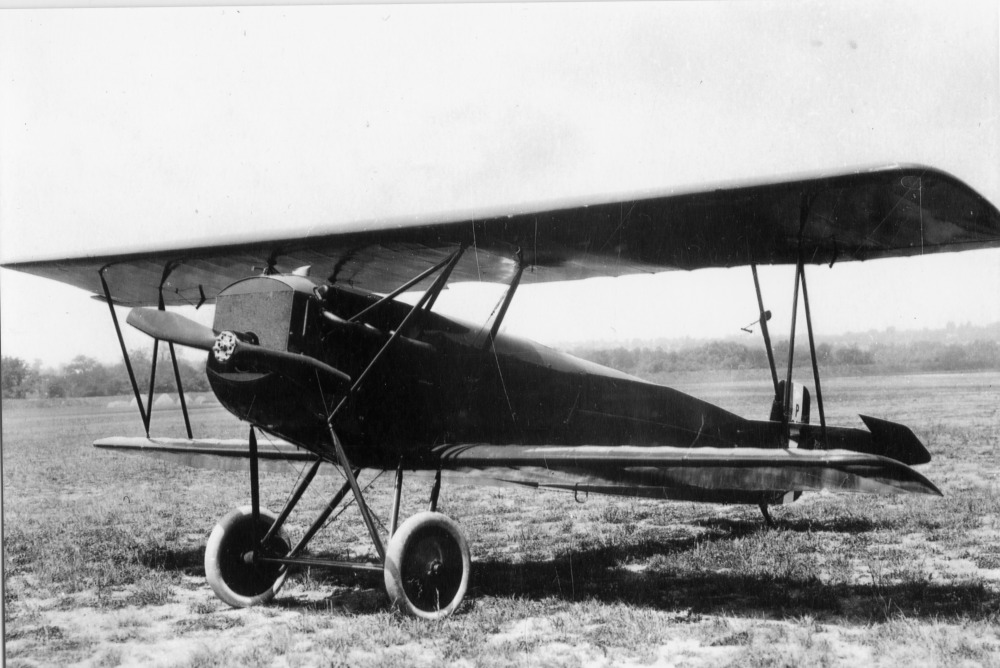
Fokker PW-6, po likwidacji zbiornika paliwa między kołami

Fokker D.IX był jednosilnikowym, jednoosobowym dwupłatem myśliwskim o typowej dla myśliwców Fokkera konstrukcji, z kratownicowym kadłubem spawanym z rurek stalowych i drewnianymi skrzydłami wspartymi dwiema parami zastrzałów. Długość samolotu wynosiła 7,09 metra, a rozpiętość skrzydeł – 8,99 metra. Powierzchnia nośna wynosiła 22,11 m². Masa pustego płatowca wynosiła 874 kg, zaś masa startowa – 1253 kg. Wysokość samolotu wynosiła 2,74 metra. Napęd stanowił chłodzony cieczą 8-cylindrowy silnik widlasty Hispano-Suiza 8Fb o mocy 224 kW (300 KM). Prędkość maksymalna samolotu wynosiła 223 km/h, zaś prędkość przelotowa 188 km/h. Maszyna osiągała pułap 1980 metrów w czasie 6 minut i 20 sekund, zaś zasięg wynosił 471 km.
Prototyp nie był uzbrojony.